# Степанівська сільська рада (Шахтарський район)
Степанівська сільська́ ра́да — адміністративно-територіальна одиниця та орган місцевого самоврядування в Шахтарському районі Донецької області. Адміністративний центр — село Степанівка.

## Загальні відомості
- Населення ради: 2243 особи (станом на 2001 рік)

## Населені пункти
Сільській раді підпорядковані населені пункти:
- c. Степанівка
- с. Маринівка
- с. Саурівка
- с. Тарани
- с. Червона Зоря

## Історія
10-11 серпня 2014 року будівля сільської ради, як і вся Степанівка, була повністю знищена масованими вогняними залпами батарей РСЗВ «Град» з території Росії.

## Склад ради
Рада складається з 16 депутатів та голови.
- Голова ради:
- Секретар ради: Бикадорова Олександра Арсланівна

### Керівний склад попередніх скликань
| Прізвище, ім'я, по батькові      | Основні відомості                                                         | Дата обрання | Дата звільнення |
| -------------------------------- | ------------------------------------------------------------------------- | ------------ | --------------- |
| Коновалов Володимир Анатолійович | Сільський голова, 1962 року народження, освіта вища, член Партії регіонів | 26.03.2006   | 31.10.2010      |
| Коновалов Володимир Анатолійович | Сільський голова, 1962 року народження, освіта вища, член Партії регіонів | 31.10.2010   | 25.04.2014      |

Примітка: таблиця складена за даними сайту Верховної Ради України

### Депутати
За результатами місцевих виборів 2010 року депутатами ради стали:

#### За суб'єктами висування
| Суб'єкт висування           | Кількість обраних депутатів | %    |
| --------------------------- | --------------------------- | ---- |
| Партія регіонів             | 10                          | 62,5 |
| Самовисування               | 4                           | 25   |
| Комуністична партія України | 2                           | 12,5 |

#### За округами
| № округу                    | Прізвище, ім'я, по батькові      | Дата визнання обраним | Освіта             | Партійна приналежність                        | Відомості про обраного депутата                                       |
| --------------------------- | -------------------------------- | --------------------- | ------------------ | --------------------------------------------- | --------------------------------------------------------------------- |
| Комуністична партія України |                                  |                       |                    |                                               |                                                                       |
| 1                           | Рибалко Володимир Вікторович     | 03.11.2010            | середня спеціальна | член Комуністичної партії України             | тимчасово не працює                                                   |
| 6                           | Федорова Валентина Валентинівна  | 03.11.2010            | вища               | член Комуністичної партії України             | Маринівська загальноосвітня школа І-ІІ ст., вчитель початкових класів |
| Партія регіонів             |                                  |                       |                    |                                               |                                                                       |
| 3                           | Єфименко Ольга Іванівна          | 03.11.2010            | середня спеціальна | член Партії регіонів                          | фельдшерський пункт с. Червона Зоря, завідувач                        |
| 4                           | Гречко Ірина Анатоліївна         | 03.11.2010            | середня спеціальна | член Партії регіонів                          | Маринівський сільський клуб, завідувач                                |
| 7                           | Дем'яненко Іван Вікторович       | 03.11.2010            | середня            | член Партії регіонів                          | тимчасово не працює                                                   |
| 9                           | Бикадорова Олександра Арсланівна | 03.11.2010            | вища               | член Партії регіонів                          | Степанівська сільська рада, секретар                                  |
| 10                          | Зима Вікторія Анатоліївна        | 03.11.2010            | вища               | член Партії регіонів                          | Сніжнянський міський відділ освіти, вчитель-логопед                   |
| 12                          | Передереєва Наталя Іванівна      | 03.11.2010            | незакінчена вища   | член Партії регіонів                          | Степанівська сільська рада, інспектор військово-облікового столу      |
| 13                          | Марюхнич Микола Григорович       | 03.11.2010            | вища               | член Партії регіонів                          | Степанівська ветеринарна дільниця, завідувач                          |
| 14                          | Немченко Геннадій Володимирович  | 03.11.2010            | середня            | член Партії регіонів                          | Степанівська дільниця Шахтарського автодору, водій                    |
| 15                          | Ковтонюк Наталя Володимирівна    | 03.11.2010            | вища               | член Партії регіонів                          | Степанівський дитячий садок, завідувач                                |
| 16                          | Павлюченко Віктор Васильович     | 03.11.2010            | середня спеціальна | член Партії регіонів                          | фельдшерський пункт с. Саурівка, фельдшер                             |
| Самовисування               |                                  |                       |                    |                                               |                                                                       |
| 2                           | Рибалко Володимир Олександрович  | 03.11.2010            | вища               | позапартійний                                 | тимчасово не працює                                                   |
| 5                           | Диковенко Інна Олександрівна     | 03.11.2010            | середня спеціальна | член Всеукраїнського об'єднання «Батьківщина» | ТОВ «Укрнацагропромгруп», касир                                       |
| 8                           | Тільки Аліна Ігорівна            | 02.12.2012            | вища               | член Партії регіонів                          | РДП «Донецький кряж», провідний фахівець з рекреації                  |
| 11                          | Зима Людмила Миколаївна          | 03.11.2010            | середня спеціальна | член Всеукраїнського об'єднання «Батьківщина» | Маринівська загальноосвітня школа І-ІІ ст., вчитель початкових класів |